# Emi Koussi
Emi Koussi es un volcán en escudo que se encuentra en el sur de las montañas Tibesti en la zona central del Sahara en el norte del Chad. Es la montaña más alta del Chad, y la más alta en el Sahara. El volcán es uno de varios en el macizo de Tibesti, tiene 3445 m de altura, elevándose unos 2,3 km por sobre las planicies que lo rodean. El volcán posee una base de 60 km por 80 km.
Dos calderas coronan el volcán; la exterior posee una dimensión de unos 12 por 15 km. Dentro de ella, sobre su lado sureste, se encuentra una caldera más pequeña, de unos 2 a 3 km de diámetro y 350 m de profundidad. Varios domos de lava, conos de cenizas, maars y flujos de lava se encuentran tanto dentro de las calderas como a lo largo de los costados del escudo.
El Emi Koussi ha sido utilizado como un análogo del famoso volcán Elysium Mons en Marte. Una de las diferencias morfológicas más importantes entre los volcanes en Marte y la Tierra es la erosión de su superficie por acción de cursos de agua que ocurre en la superficie de la Tierra, que forman pequeños valles. Los canales de mayores dimensiones poseen un origen distinto. Los canales más amplios son observables en volcanes en ambos planetas e indican punto bajos en el borde de la caldera por donde la lava se derrama previo al colapsamiento de los cráteres.
Artículo original del NASA Earth Observatory; 